# 수코타이 (읍)

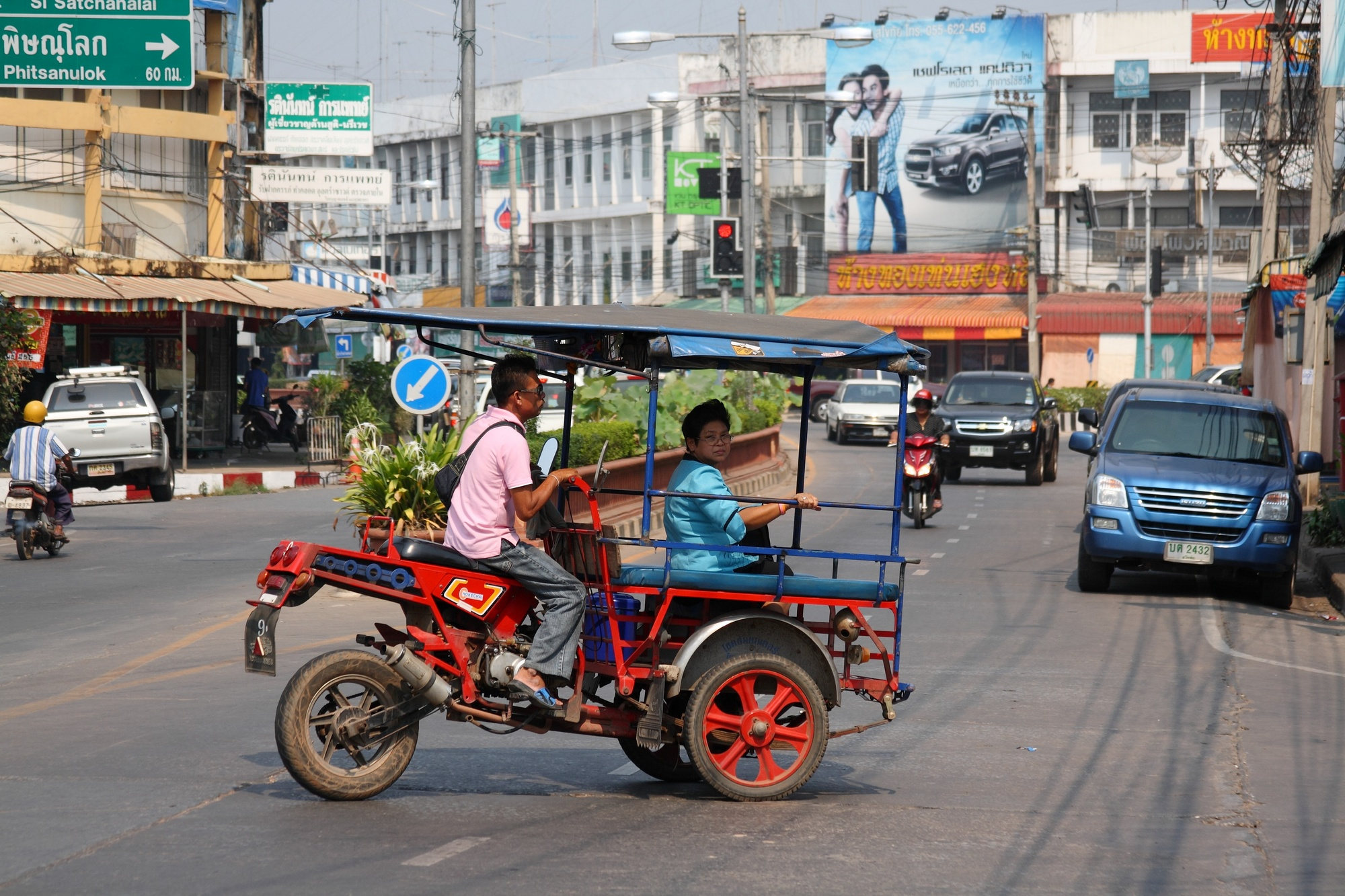

수코타이(태국어: สุโขทัย)는 방콕에서 북쪽으로 427km 떨어져있고 짜오프라야강의 지류인 욤강의 기슭에 위치한 태국 수코타이주의 작은 읍이다. 인구는 37,000명이다. 읍은 타이 최초의 왕국 수코타이 왕국의 수도였던 역사적인 도시 수코타이 (도시)에서 동쪽으로 12km 떨어진 곳에 위치한다. 그래서 현대적인 도시를 종종 뉴수코타이로 부른다. 수코타이는 수코타이주의 주도이다.